# Назаровский
Наза́ровский — хутор в Верхнедонском районеа Ростовской области.
Входит в состав Мешковского сельского поселения.

## Население
| 1989 | 2002 | 2010 |
| ---- | ---- | ---- |
| 246  | ↘190 | ↘125 |

## Улицы
На хуторе имеется одна улица: Назаровская.